# Шияновский, Владислав Иванович
Владислав Иванович Шияновский (22 декабря 1929, Харьков — 10 мая 2006, Киев) — украинский, ранее советский, шахматист, мастер спорта СССР (1957). 

## Биография
Выпускник и профессор Киевского государственного университета.
Начинал заниматься шахматами в Харьковском Дворце пионеров, после переезда — в Киевском Дворце пионеров.
Серебряный призер юношеского чемпионата СССР 1947 г.
Участник 29-го и 30-го чемпионатов СССР (1961 и 1962 гг.).
Участник тринадцати чемпионатов Украинской ССР (с 1951 по 1966 гг.). Серебряный призер чемпионатов Украинской ССР 1958 и 1961 гг. (в 1961 г. разделил 1—2 места с Ю. И. Коцем, но проиграл ему дополнительный матч). Бронзовый призер чемпионата Украинской ССР 1955 г.
Чемпион Киева 1961 г. (1—2 места с Ю. Н. Сахаровым). Серебряный призер чемпионатов Киева 1956, 1957, 1969 и 1971 гг. Бронзовый призер чемпионатов Киева 1955, 1964 и 1968 гг.
Серебряный призер чемпионата ВС СССР 1951 г. Бронзовый призер чемпионата ВС СССР 1950 г.
Чемпион ЦС ДСО «Авангард» 1959 и 1972 гг. Бронзовый призер чемпионатов ЦС ДСО «Авангард» 1960, 1963 и 1969 гг.
Серебряный призер международного турнира в Бухаресте (1962 г.; выполнил норму балла международного мастера).
В составе сборной Украинской ССР участник командных чемпионатов СССР 1955, 1958, 1959 и 1960 гг. (турнир 1959 г. проведен в рамках Спартакиады народов СССР; в 1955 и 1959 гг. сборная завоевала бронзовые медали), международных матчей со сборной Болгарии (1962—1967 гг.; общий итог: +5-3=5).
В составе сборной ДСО «Авангард» участник командных чемпионатов СССР 1952, 1961, 1968 и 1971 гг. (в 1961 г. команда завоевала серебряные медали, в 1971 г. — бронзовые; в 1952 г. показал лучший результат на 3-й доске).
В составе команды ДСО «Наука» победитель командного первенства ВЦСПС 1953 г. (с лучшим результатом на 7-й доске).
В составе сборной Киева победитель командного чемпионата Украинской ССР 1950 г. и Спартакиады Украинской ССР 1959 г. (с лучшими результатами на доске), бронзовый призер командного чемпионата Украинской ССР 1956 г.
Входил в тренерский штаб В. Л. Корчного во время финального матча претендентов 1968 г. с Б. В. Спасским.

## Основные спортивные результаты
| Год  | Город          | Соревнование                                                    | + | − | =  | Результат | Место                         |
| ---- | -------------- | --------------------------------------------------------------- | - | - | -- | --------- | ----------------------------- |
| 1947 | Ленинград      | Юношеский чемпионат СССР                                        |   |   |    |           | 2                             |
| 1950 | Москва         | Чемпионат ВС СССР                                               | 8 | 4 | 5  | 10½ из 17 | 3—4                           |
|      |                | Командный чемпионат Украинской ССР (сборная Киева, 4-я доска)   | 5 | 0 | 2  | 6 из 7    | Команда — чемпион; 1 на доске |
| 1951 | Киев           | 20-й чемпионат Украинской ССР                                   | 5 | 8 | 4  | 7 из 17   | [ 4 ]                         |
|      | Москва         | Чемпионат ВС СССР                                               | 9 | 3 | 3  | 10½ из 15 | 2                             |
| 1952 | Киев           | 21-й чемпионат Украинской ССР                                   | 5 | 4 | 6  | 8 из 15   | 7—9                           |
|      | Одесса         | Командный чемпионат СССР («Авангард», 3-я доска)                | 6 | 0 | 2  | 7 из 8    | 1 на доске                    |
| 1953 | Минск          | Командный чемпионат ВЦСПС («Наука», 7-я доска)                  | 8 | 0 | 2  | 9 из 10   | Команда — чемпион; 1 на доске |
| 1955 | Киев           | Чемпионат Киева                                                 |   |   |    |           | 3—4                           |
|      | Киев           | 24-й чемпионат Украинской ССР                                   | 6 | 2 | 9  | 10½ из 17 | 3—5                           |
|      | Рига           | Полуфинал 23-го чемпионата СССР                                 |   |   |    |           |                               |
|      | Ворошиловград  | Командный чемпионат СССР (сборная Украинской ССР, 5-я доска)    | 7 | 4 | 6  | 10½ из 17 | Команда — 3-я                 |
| 1956 | Киев           | Чемпионат Киева                                                 | 7 | 2 | 6  | 10 из 15  | 2                             |
|      | Киев           | 25-й чемпионат Украинской ССР                                   | 5 | 3 | 11 | 10½ из 19 | 6—9                           |
|      | Сталино        | Командный чемпионат Украинской ССР (сборная Киева, 1-я доска)   |   |   |    |           | Команда — 3-я                 |
| 1957 | Киев           | Чемпионат Киева                                                 | 6 | 1 | 6  | 9 из 13   | 2                             |
|      | Киев           | 26-й чемпионат Украинской ССР                                   | 6 | 3 | 8  | 10 из 17  | 4—7                           |
| 1958 | Киев           | 27-й чемпионат Украинской ССР                                   | 8 | 3 | 5  | 10½ из 16 | 2—4                           |
|      | Вильнюс        | Командный чемпионат СССР (сборная Украинской ССР, 4-я доска)    |   |   |    |           |                               |
| 1959 | Кировоград     | Спартакиада Украинской ССР (сборная Киева, 2-я доска)           |   |   |    | 5½ из 7   | Команда — чемпион; 1 на доске |
|      | Москва         | II Спартакиада народов СССР (сборная Украинской ССР, 5-я доска) |   |   |    | 4½ из 7   | Команда — 3-я                 |
|      | Киев           | 28-й чемпионат Украинской ССР                                   | 8 | 3 | 10 | 13 из 21  | 4—5                           |
|      | Киев           | Чемпионат ЦС ДСО «Авангард»                                     | 6 | 2 | 7  | 9½ из 15  | 1                             |
| 1960 | Киев           | 29-й чемпионат Украинской ССР                                   | 7 | 3 | 7  | 10½ из 17 | 6                             |
|      | Киев           | Чемпионат ЦС ДСО «Авангард»                                     | 6 | 3 | 5  | 8½ из 14  | 3                             |
| 1961 | Киев           | Чемпионат Киева                                                 | 5 | 1 | 6  | 8 из 12   | 1—2                           |
|      | Киев           | 30-й чемпионат Украинской ССР                                   | 7 | 0 | 8  | 11 из 15  | 1—2                           |
|      | Киев           | Дополнительный матч с Ю. И. Коцем                               | 2 | 3 | 2  | 3 : 4     |                               |
|      | Баку           | 29-й чемпионат СССР                                             | 3 | 7 | 10 | 8 из 20   | 14—16                         |
|      | Москва         | Командный чемпионат СССР («Авангард», 3-я доска)                | 1 | 0 | 4  | 3 из 5    | Команда — 2-я                 |
| 1962 | Киев           | 31-й чемпионат Украинской ССР                                   | 4 | 5 | 8  | 8 из 17   | 11—12                         |
|      | Днепропетровск | Полуфинал 30-го чемпионата СССР                                 |   |   |    |           |                               |
|      | Ереван         | 30-й чемпионат СССР                                             | 4 | 7 | 8  | 8 из 19   | 12—15                         |
|      | Киев           | Матч Украинская ССР — Болгария (против И. Радулова)             | 0 | 1 | 1  | ½ из 2    |                               |
|      | Бухарест       | Международный турнир                                            | 6 | 0 | 9  | 10½ из 15 | 2                             |
| 1963 | Киев           | 32-й чемпионат Украинской ССР                                   | 7 | 5 | 5  | 9½ из 17  | 6—8                           |
|      | Алма-Ата       | Полуфинал 31-го чемпионата СССР                                 | 3 | 6 | 6  | 6 из 15   | 11—12                         |
|      | София          | Матч Болгария — Украинская ССР (7-я доска)                      | 2 | 0 | 0  | 2 из 2    |                               |
|      | Киев           | Чемпионат ЦС ДСО «Авангард»                                     | 6 | 2 | 5  | 8½ из 13  | 3                             |
| 1964 | Киев           | Чемпионат Киева                                                 |   |   |    | 8½ из 14  | 3                             |
|      | Киев           | 33-й чемпионат Украинской ССР                                   | 5 | 5 | 9  | 9½ из 19  | 10—11                         |
|      | София          | Матч Болгария — Украинская ССР (5-я доска)                      | 1 | 0 | 1  | 1½ из 2   |                               |
| 1966 | Киев           | 35-й чемпионат Украинской ССР                                   | 6 | 4 | 7  | 9½ из 17  | 7—8                           |
|      | Киев           | Матч Украинская ССР — Болгария (против Н. Спиридонова)          | 2 | 0 | 0  | 2 из 2    |                               |
| 1968 | Киев           | Чемпионат Киева                                                 |   |   |    |           | 3—6                           |
|      | Рига           | Командный чемпионат СССР («Авангард», ?-я доска)                | 3 | 0 | 6  | 6 из 9    |                               |
| 1969 | Киев           | Чемпионат Киева                                                 |   |   |    | 9½ из 15  | 2—3                           |
|      | Киев           | Чемпионат ЦС ДСО «Авангард»                                     |   |   |    |           | 3                             |
| 1971 | Киев           | Чемпионат Киева                                                 | 6 | 2 | 5  | 8½ из 13  | 2—3                           |
|      | Ростов-на-Дону | Командный чемпионат СССР («Авангард», 5-я доска)                |   |   |    | 3 из 7    | Команда — 3-я                 |
| 1972 | Киев           | Чемпионат ЦС ДСО «Авангард»                                     |   |   |    | 9 из 13   | 1                             |